# Skinner (Messer)

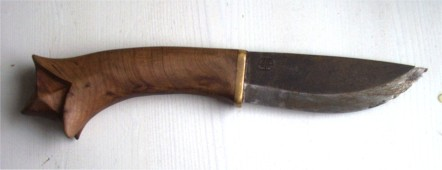
Skinner mit Tujengriff und ohne Aufbruchklinge

Als Skinner oder Häutemesser bezeichnet man ein Jagdmesser, das dem Jäger zum Abhäuten des erlegten Wildes dient. Der Anglizismus ist vom englischen Wort skinner knife (von engl.: skinner Häuter) abgeleitet, beschreibt im Gegensatz dazu jedoch nur eine bestimmte Messerform.

## Aufbau

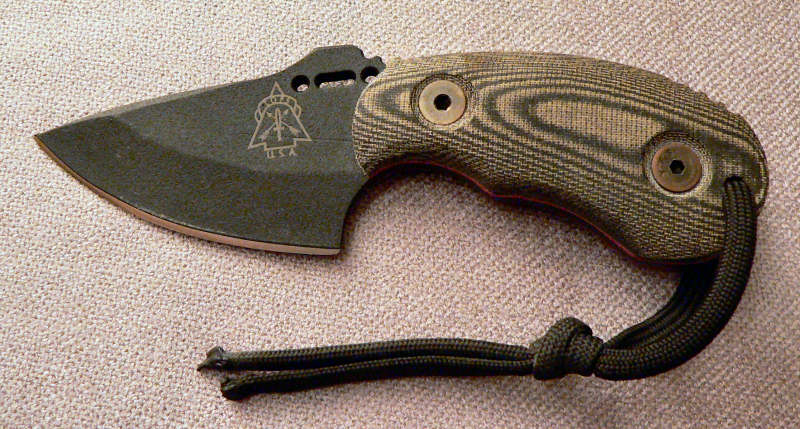
Skinner mit Griff aus Micarta

Die breite, meist unter 10 cm lange Klinge zeichnet sich durch eine über die Klingenmitte hochgezogene Klingenspitze aus. Wegen der durch ihren stark gewölbten Bauch verlängerten Schneide eignet sie sich besonders zum Häuten und Abpelzen der Beute. Klingen, die ausschließlich für Abhäutearbeiten verwendet werden, haben oft eine verrundete Spitze, um Beschädigungen der Haut durch Stiche vorzubeugen.
Wenn der Skinner auch zum Aufbrechen des Wildes geeignet sein soll, fällt entweder der Klingenrücken ähnlich einer Drop-Point-Klinge leicht zur Spitze hin ab, oder selbiger ist mit einer hakenförmigen Aufbruchklinge versehen.
Skinner mit sowohl einem abfallenden Klingenrücken als auch einem Parierelement werden zu den Bowiemessern gezählt.

## Rechtliches
Nach österreichischem Recht gelten Skinner nicht als Waffe; nach deutschem Waffenrecht werden sie wie normale Messer behandelt.
Im Schweizer Waffengesetz werden seit dem 1. März 2002 alle Skinner mit am Rücken angebrachter Aufbruchklinge als Waffen angesehen.